# Liste der Biografien/Sii
Liste der Biografien |
Portal Biografien |
Personensuche
# |
A |
B |
C |
D |
E |
F |
G |
H |
I |
J |
K |
L |
M |
N |
O |
P |
Q |
R |
S |
T |
U |
V |
W |
X |
Y |
Z |
?
 
Sa |
Sb |
Sc |
Sd |
Se |
Sf |
Sg |
Sh |
Si |
Sj |
Sk |
Sl |
Sm |
Sn |
So |
Sp |
Sq |
Sr |
Ss |
St |
Su |
Sv |
Sw |
Sy |
Sz
 
Sia |
Sib |
Sic |
Sid |
Sie |
Sif |
Sig |
Sih |
Sii |
Sij |
Sik |
Sil |
Sim |
Sin |
Sio |
Sip |
Siq |
Sir |
Sis |
Sit |
Siu |
Siv |
Siw |
Six |
Siy |
Siz
Die Liste der Biografien führt alle Personen auf, die in der deutschsprachigen Wikipedia einen Artikel haben. Dieses ist eine Teilliste mit 20 Einträgen von Personen, deren Namen mit den Buchstaben „Sii“ beginnt.

## Sii
- Siʻi, Jason (* 1983), amerikanisch-samoanischer Fußballspieler

### Siik
- Siikala, Anna-Leena (1943–2016), finnische Ethnologin, Anthropologin, Mythenforscherin
- Siikaniemi, Väinö (1887–1932), finnischer Leichtathlet

### Siil
- Siilasvuo, Hjalmar (1892–1947), finnischer OffizierHjalmar Siilasvuo (1892–1947)

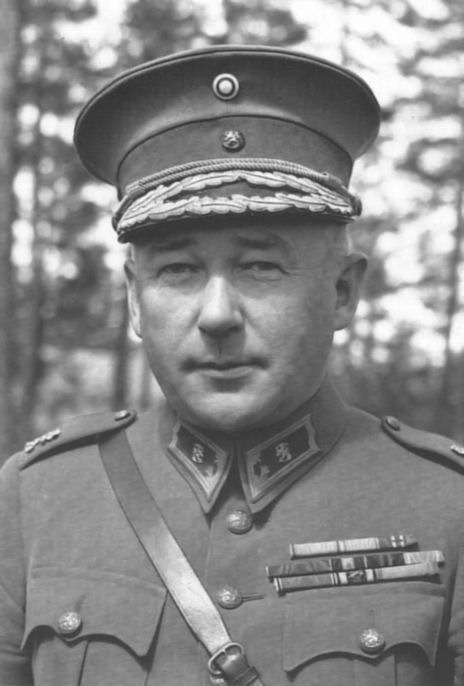
Hjalmar Siilasvuo (1892–1947)

### Siim
- Siim, Jørgen C. (1915–2012), dänischer Parasitologe
- Siimanainen, Matti (1920–2010), finnischer Ringer
- Siimann, Mart (* 1946), estnischer Politiker
- Siimenson, Georg (1912–1978), estnischer Fußballspieler
- Siimer, Kristo (* 1999), estnischer Biathlet
- Siimer, Mart (* 1967), estnischer Komponist
- Siimes, Suvi-Anne (* 1963), finnische Politikerin (Linksbündnis), Mitglied des Reichstags

### Siin
- Siinmaa, Olev (1881–1948), estnischer Architekt
- Siino, Salvatore (1904–1963), italienischer Geistlicher, römisch-katholischer Erzbischof und Diplomat des Heiligen Stuhls

### Siir
- Siira, Juha (1946–2021), finnischer Regattasegler
- Siirala, Antti (* 1979), finnischer Pianist
- Siirilä, Tommi (* 1993), finnischer Volleyballspieler
- Siirtola, Anni (* 1998), finnische Hürdenläuferin

### Siit
- Siitarinen, Jorma (* 1949), finnischer Eishockeyspieler
- Siitonen, Hannu (* 1949), finnischer Leichtathlet
- Siitonen, Pauli (1938–2024), finnischer Skilangläufer